# ソフィア・アフメテリ
ソフィア・アフメテリ（სოფიკო ახმეტელი、1981年3月28日 - ）は、ジョージアのアルペンスキー選手
1998年長野オリンピックおよび2002年ソルトレイクシティオリンピックにジョージア代表として出場した。また、1998年長野オリンピックおよび2002年ソルトレイクシティオリンピックにてジョージア選手団の旗手を務めた。